# Perle (Q184)
Pour les articles homonymes, voir Perle (homonymie) et Perle (sous-marin).
La Perle était un sous-marin mouilleur de mines de la classe Saphir, qui a servi dans la Marine nationale française pendant la Seconde Guerre mondiale. Mis en service en 1937, il fut coulé par méprise par un avion allié en juillet 1944 en Atlantique nord.

## Conception
Les sous-marins de la classe Saphir avaient un déplacement en surface de 773 tonnes et un déplacement immergé de 940 tonnes. Ils mesuraient 65,9 m de long, 7,1 m de large et 4,3 m de tirant d'eau. La propulsion en surface était assurée par deux moteurs diesel Normand-Vickers d'une puissance totale de 1 300 cv (969 kW) et en plongée par deux moteurs électriques d'une puissance totale de 1 100 cv (810 kW) par l'intermédiaire de deux arbres, permettant une vitesse maximale de 12 nœuds (22 km/h) en surface et de 9 nœuds (17 km/h) en plongée. Leurs soutes de 97 tonnes de carburant pétrolier leur donnaient une autonomie en surface de 7 000 milles nautiques (13 000 km) à 7,5 nœuds (13,9 km/h), et de 4 000 milles nautiques (7 400 km) à 12 nœuds (22 km/h) et leurs batteries une autonomie en immersion de 80 milles nautiques (150 km) à 4 nœuds (7,4 km/h). Ils transportaient un effectif de 42 hommes,. Les sous-marins de la classe Saphir pouvaient plonger jusqu'à 76 m (250 ft).
Ces sous-marins étaient armés de 3 tubes lance-torpilles de 550 mm et de 2 tubes lance-torpilles de 400 mm. Pour les attaques et défenses en surface, ils étaient équipés d'un canon de 75 mm, d'une mitrailleuse de  13,2 mm/76 Aa et de 2 mitrailleuses Hotchkiss Mle 1914 de 8 mm.
Ces sous-marins étaient conçus pour mouiller des mines sans faire surface. Les 32 mines à orin Sautter-Harlé HS 4, portant une charge de 220 kg de tolite et utilisables par 200 m de fond dont ils étaient équipés, étaient fixées à l’extérieur de la coque sous un revêtement hydrodynamique : chacun des huit puits situés de chaque bord du sous-marin contenait deux mines, disposées l’une au-dessus de l’autre.

Arrivé au lieu choisi, le sous-marin larguait ses mines avec un système à air comprimé Normand-Fenaux (du nom de son inventeur Fernand Fenaux, ingénieur chez Normand) ; du fait de l’allégement ainsi causé, il fallait rééquilibrer rapidement la pesée, de façon à ne pas faire surface en pleine zone ennemie.

## Historique
La Perle est mise sur cale le 21 juillet 1931 à l'arsenal de Toulon. Elle est lancée le 30 juillet 1935 et mis en service le 1er mars 1937.
Au déclenchement de la Seconde Guerre mondiale, la Perle est en service dans la mer Méditerranée dans le cadre du 21e escadron de la 1re flottille sous-marine à Toulon (avec son navire-jumeau (sister ship) "Diamant"). 
En juin 1940, la Perle fait toujours partie du 21e escadron à Toulon. Après que l'Italie ait déclaré la guerre, l'unité se rend sur la côte italienne pour construire des champs de mines. Le 13 juin, la Perle place 32 mines près de Bastia. Le 22 juin, le jour du cessez-le-feu entre la France et l'Allemagne (armistice du 22 juin 1940), le sous-marin est à Hyères. En novembre 1940, la Perle est sous le contrôle du gouvernement de Vichy dans le cadre du 5e groupe de sous-marins à Toulon (avec les sous-marins Galatée, Sirène, Naïade, Atalante et Diamant), où il est désarmé.
Après le débarquement des Alliés en Afrique du Nord (Opération Torch), la Perle rejoint la flotte alliée, devenu une unité de la Marine Française Libre, il est affecté à Dakar. Après avoir pris part à plusieurs opérations, la Perle navigue vers les États-Unis pour être rééquipée.
En septembre et octobre 1943, l'unité ainsi que d'autres navires français participent à la libération de la Corse. Les 16 et 17 septembre, le sous-marin dépose 30 commandos français près d'Ajaccio et livre sept tonnes de matériel de guerre à Alger.
Au tournant de 1943 et 1944, le navire subit une modernisation, à la suite de laquelle un seul canon antiaérien Oerlikon de 20 mm Mark II/IV est monté au lieu de doubles mitrailleuses Hotchkiss de 13,2 mm modèle 1929. La rénovation, qui commence le 18 décembre 1943, est effectuée aux États-Unis, au Philadelphia Naval Shipyard à Philadelphie. 

### Naufrage
Pendant le voyage de retour après sa rénovation, le 8 juillet 1944 alors qu'il naviguait en surface, la Perle est coulée par méprise par un avion néerlandais embarqué sur un porte-avions marchand (Merchant aircraft carrier (en) ou MAC) britannique le prenant pour un U-Boot allemand (plusieurs sous-marins avaient été signalés dans la zone mais il semble que la présence du sous-marin français n'ait pas été signalée à tous les navires alliés). La Perle se trouvait alors au milieu de l'Atlantique Nord, à 750 km au sud-est de la pointe du Groenland (55° 27′ N, 33° 50′ O), il coule moins de deux minutes après l'attaque. Sur les 57 sous-mariniers de son équipage, une quinzaine d'hommes, pour la plupart grièvement brulés, parviendront à s'échapper du sous-marin mais un seul survivra, le premier-maître Émile Cloarec qui était monté dans le kiosque fumer une cigarette avant l'attaque. Il sera recueilli plusieurs heures plus tard par la corvette canadienne HMCS Hespeler (en).

## Sous-marin homonyme
Un autre sous-marin français porte le nom de Perle. Il s'agit d'un sous-marin nucléaire d'attaque lancé en 1993.